# Politikåret 1906

## Händelser
- 8 februari - Sidney Sonnino efterträder Alessandro Fortis som Italiens konseljpresident.[1]
- 6 maj - Tsar Nikolaj II av Ryssland inför Duman, ett parlament med (efter fria val) utsedd folkrepresentation.
- 29 maj - Arvid Lindman efterträder Karl Staaff som Sveriges statsminister.[2]
- 30 maj - Giovanni Giolitti efterträder Sidney Sonnino som Italiens konseljpresident.[1]
- 1 juni - Finlands Landtag inför som den första nationen i Europa Kvinnlig rösträtt.[3] Förslaget framlagt 7 mars, fastställd 1 juni, stadfäst av Storfurste av Finland Nikolaj II den 20 juli. Första val med Allmän rösträtt hölls 15-16 mars 1907.
- 21 juni - William Hall-Jones efterträder avlidne Richard Seddon som Nya Zeelands premiärminister.[4]
- 22 juli - Tsar Nikolaj II av Ryssland upplöser Duman efter att denna vid sitt andra möte ville genomföra ytterligare sociala reformer.
- 6 augusti - Joseph Ward efterträder William Hall-Jones som Nya Zeelands premiärminister.[4]
- 6 oktober - Kuba invaderas av amerikanska trupper efter vädjan av kubanske ledaren Tomas Estrada Palama för att stävja den revolt som brutit ut på ön. Amerikanarna upprättar en ny provisorisk regering.
- 20 oktober - Nya Hebriderna ställs under brittisk-franskt kondominat.[5]

## Val och folkomröstningar
- 12 januari till 8 februari  - Parlamentsvalet i Storbritannien blir en storseger för det liberala partiet.

## Organisationshändelser
- Okänt datum - I Storbritannien byter Labour Representation Committee namn till Labour Party.

## Födda
- 19 januari - Sven Romanus, svensk (opolitisk) justitieminister 1976-1979, ordförande i Högsta domstolen 1969-1973.
- 15 juni - Léon Degrelle, belgisk politiker, grundare och ledare för rexismen, en fascistisk rörelse.
- 28 oktober - Ramón Rubial, spansk socialistisk politiker.
- 19 december - Leonid Brezjnev, Sovjetunionens ledare 1964-82.
- 23 december - Gunnar Sträng, svenskt statsråd.

## Avlidna
- 1 april – Johannes Steen, Norges statsminister 1891–1893 och 1898–1902.
- Okänt datum – Bartolomé Mitre, Argentinas president 1862–1868.
- Okänt datum – Fernando Arturo de Meriño, Dominikanska republikens president 1880–1882.

### Fotnoter
1. 1 2  ”Italy” (på engelska). World Statesmen. http://www.worldstatesmen.org/Italy.htm. Läst 29 juli 2015.
2. ↑  ”Sweden” (på engelska). World Statesmen. http://www.worldstatesmen.org/Sweden.html. Läst 7 november 2012.
3. ↑   Föregångare inom kvinnlig rösträtt, Eduskunta /deduskunta.fi (läst 16 juni 2025)
4. 1 2  ”New Zealand” (på engelska). World Statesmen. http://www.worldstatesmen.org/New_Zealand.htm. Läst 1 augusti 2015.
5. ↑  ”Vanuatu” (på engelska). World Statesmen. http://www.worldstatesmen.org/Vanuatu.html. Läst 23 november 2012.